# 铁力瓦尔迪·阿不都热西提
铁力瓦尔迪·阿不都热西提（Тілепалды Әбдірашид 1953年3月—），男，哈萨克族，新疆新源人，中华人民共和国政治人物，曾任新疆维吾尔自治区人民政府副主席，新疆维吾尔自治区人大常委会副主任。